# Cinetodus crassilabris
Cinetodus crassilabris är en fiskart som först beskrevs av Ramsay och Ogilby, 1886.  Cinetodus crassilabris ingår i släktet Cinetodus och familjen Ariidae. Inga underarter finns listade i Catalogue of Life.